# Michał Jan Borucki
Michał Jan Borucki (ur. 3 grudnia 1984 w Warszawie) – polski artysta, malarz, rysownik, grafik i architekt.

## Życiorys
Michał Borucki urodził się w Warszawie, w 1984 roku. W 2003 roku ukończył Liceum Ogólnokształcące w Warszawie. Studiował w latach 2003-2008 na Wydziale Architektury Wyższej Szkoły Ekologii i Zarządzania w Warszawie. Zajmował się projektowaniem architektonicznym, rysunkiem i grafiką. Alkoholik i narkoman trzeźwiejący od 2013 r.

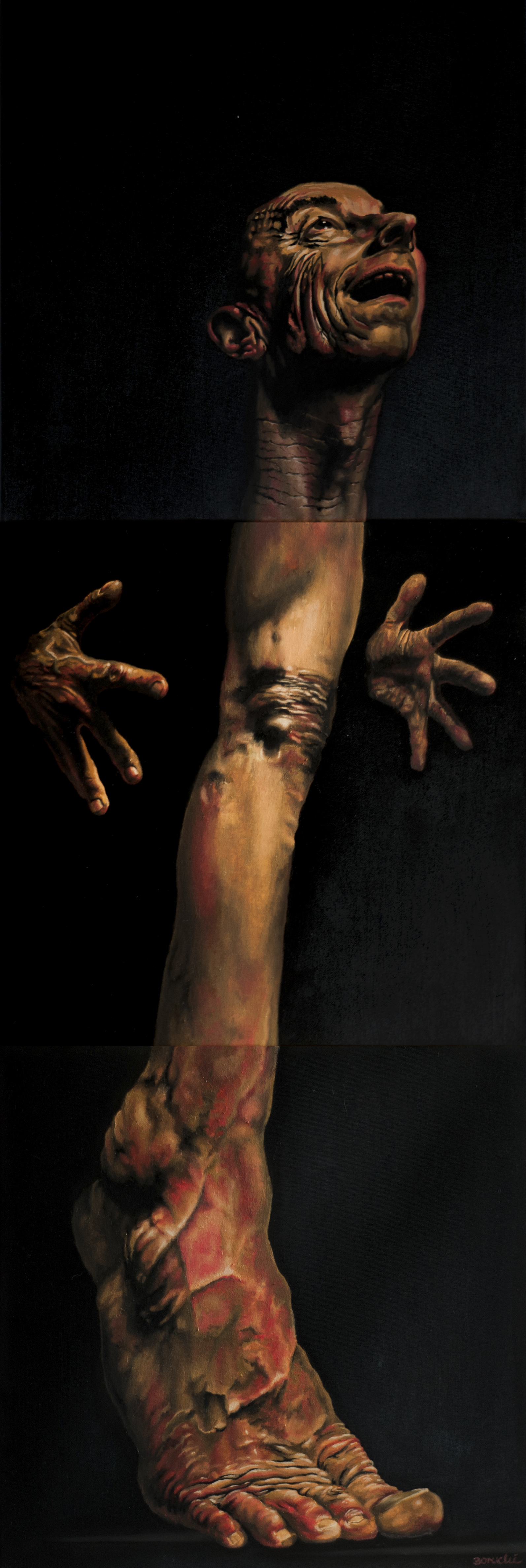
"Pragnienie", 2017, Michał Jan Borucki, Olej na płótnie, Tryptyk, 40x120cm

Jego debiut ekspozycyjny miał miejsce we Wrocławiu 2008 roku na wystawie zbiorowej w galerii Instytutu Historii Sztuki, Uniwersytetu Wrocławskiego. Jego prace były publikowane w polskim magazynie Male Men w 2013 i 2014 roku oraz brytyjskim dwumiesięczniku Aesthetica w 2019 r . W 2014 wykonał ilustracje i opracowanie graficzne kalendarza charytatywnego "Bohater Kontra Bohater" dla białostockiej Fundacji "Pomóż Im". 
Aktywność malarską rozpoczął w 2015 roku, przede wszystkim w technice olejnej a w 2016 roku także farbą akrylową na odzieży skórzanej współtworząc koncepcję nowej marki odzieżowej. Jego prace były dotychczas wystawiane w Warszawie, Gdyni, Wenecji, Buenos Aires i Amsterdamie. W 2018 roku jego tryptyk „Pragnienie” został wylicytowany na aukcji galerii Desa Unicum w Warszawie.
W 2019 roku przeniósł się z żoną i córką do Gdyni, gdzie nawiązał współpracę z galerią sztuki OneGallery. Został członkiem stowarzyszenia artystycznego Halo Kultura i partnerem Fundacji Q Sztuce. Jako jeden z pięciu artystów został zaproszony w 2020 roku do projektu "Artysta w sieci. Portret osobisty artysty w dobie kryzysu” zrealizowanego przez Fundację Q Sztuce w ramach programu Gdyński Falochron Kultury organizowanego przez Urząd Miasta Gdynia.

## Wybrane wystawy
- 2019 – Amsterdam International Art Fair, Beurs van Berlage, Amsterdam[16]
- 2019 – Surrealistyczny komentarz rzeczywistości – Michał Borucki, Halo Kultura, Gdynia[2]
- 2019 – X Art Fresh Festival, Hotel Sheraton, Warszawa[12]
- 2018 – Młoda Sztuka, Desa Unicum, Warszawa[17]
- 2017 – Bliżej, Studio Flesz, Warszawa
- 2017 – Alchemic Body| Fire. Air. Water. Earth., Laura Harber Gallery, Buenos Aires[15]
- 2017 – Wybór, Galeria Funky Studio, Warszawa[13]
- 2017 – Liquid Rooms – The Labyrinth, Palazzo Ca’ Zanardi, Wenecja[14]
- 2016 – Początek, Galeria Schody, Warszawa[19]
- 2016 – Orzeł 2016, Hala Expo XXI, Warszawa
- 2016 – Zwiastun, Znajomi Znajomych, Warszawa
- 2008 - Marginal! :[młoda inna sztuka]:, Galeria Szewska 36, Instytut Historii Sztuki, Wrocław[5]